# Louise Fréchette
Pour les articles homonymes, voir Fréchette.
Louise Fréchette, O.C., née le 16 juillet 1946 à Montréal (Canada), est une diplomate canadienne. De mars 1998 à mars 2006, elle était vice-secrétaire général des Nations unies, c'est-à-dire la première adjointe du secrétaire-général Kofi Annan.

## Biographie

### Enfance et études
Elle fait ses études à l'Université de Montréal.

### Carrière politique
De 1992 à 1995, Louise Fréchette officiait en tant qu'ambassadrice du Canada à l'ONU. En 1995, elle devint sous-ministre de la Défense du Canada et en 1998, elle accepta le poste de vice-secrétaire général des Nations unies.
En 2005, elle fut critiquée pour sa négligence dans l'affaire pétrole contre nourriture. En décembre de la même année, elle annonça qu'elle quittait son poste pour diriger « un projet de recherche sur les implications politiques et économiques de l'accroissement de l'utilisation de l'énergie nucléaire » .

## Vie privée
Louise Fréchette est membre du club Bilderberg.

## Honneurs
- 1993 : Docteure honoris causa de l'Université Saint Mary d'Halifax
- 1998 : officière de l'ordre du Canada[1]
- 2000 : Docteure honoris causa de l'Université Laval[4]